# Guidonia fragilis
Guidonia fragilis là một loài thực vật có hoa trong họ Liễu. Loài này được (Vent.) Cordem. mô tả khoa học đầu tiên năm 1895.